# マラダーナ駅
マラダーナ駅（マラダーナえき、英語: Maradana Railway Station, シンハラ語: මරදාන දුම්රිය ස්ථානය, タミル語: மருதானை ரயில் நிலையம்）は、スリランカの最大都市コロンボにおける主要駅。スリランカ鉄道によって運営され、毎日数多くの特急、通勤列車が発着する。

## 歴史
1864年にイギリス領セイロンで鉄道が開業した際、発着駅はマラダーナ駅近くにあったコロンボ・ターミナス駅であった。その後、1906年にコロンボ地区の鉄道を再編するプロジェクトが発足し、コロンボ・ターミナス駅の閉鎖とマラダーナ駅の新設が決まった。
1917年にはコロンボの新しい中心駅となるフォート駅が開業し、現在でもフォート駅とマラダーナ駅がコロンボの二大駅である。

## 立地
コロンボのマラダーナ地区にある。近くにはマラダーナ車両基地があり、2キロメートルほど先にフォート駅がある。

## 駅舎
マラダーナ駅には2階建ての駅舎があり、チケット売り場、待合室、スリランカ鉄道事務所などがある。また、ホームを結ぶ跨線橋が設置されている。
また、コロンボ地区のCTCセンターが駅内にある。